# Ауербах (Саксонија)
Ауербах (њем. Auerbach/Vogtl.) град је у њемачкој савезној држави Саксонија. Једно је од 45 општинских средишта округа Фогтланд. Према процјени из 2010. у граду је живјело 20.340 становника. Посједује регионалну шифру (AGS) 14523020.

## Географски и демографски подаци
Ауербах се налази у савезној држави Саксонија у округу Фогтланд. Град се налази на надморској висини од 555 метара. Површина општине износи 55,4 km². У самом граду је, према процјени из 2010. године, живјело 20.340 становника. Просјечна густина становништва износи 367 становника/km².

## Међународна сарадња
| Мјесто | Држава    | Врста сарадње | Од    |
| ------ | --------- | ------------- | ----- |
| Паиде  | Естонија  | партнерство   | 2000. |
|        | Пољска    | партнерство   | 1995. |
|        | Француска | партнерство   | 1993. |
| Извор  |           |               |       |